# Подень (Вилча)
Подень, Подені (рум. Podeni) — село у повіті Вилча в Румунії. Входить до складу комуни Перішань.
Село розташоване на відстані 169 км на північний захід від Бухареста, 32 км на північ від Римніку-Вилчі, 128 км на північ від Крайови, 97 км на захід від Брашова.

## Населення
За даними перепису населення 2002 року у селі проживали 114 осіб, усі — румуни. Усі жителі села рідною мовою назвали румунську.